# Gaby. Historia prawdziwa
Gaby. Historia prawdziwa (ang. Gaby: A True Story) – amerykańsko-meksykański dramat obyczajowy z 1987 roku w reżyserii Luisa Mandokiego. Zdjęcia kręcono w Cuernavaca oraz w mieście Meksyk.
Oparta na faktach historia Gabrieli Brimmers, która - cierpiąc na mózgowe porażenie dziecięce - nie może mówić, chodzić, ruszać rękami. Mimo to uczy się i studiuje.

## Główne role
- Rachel Chagall – Gaby
- Liv Ullmann – Sari
- Norma Aleandro – Florencia
- Robert Loggia – Michel
- Lawrence Monoson – Fernando
- Robert Beltran – Luis

i inni

## Nagrody i nominacje
Oscary za rok 1987
- Najlepsza aktorka drugoplanowa - Norma Aleandro (nominacja)

Złote Globy 1987
- Najlepsza aktorka dramatyczna - Rachel Chagall (nominacja)
- Najlepsza aktorka drugoplanowa - Norma Aleandro (nominacja)